# Atranopsis
Atranopsis is een geslacht van kevers uit de familie van de loopkevers (Carabidae). De wetenschappelijke naam van het geslacht is voor het eerst geldig gepubliceerd in 1982 door Baehr.

## Soorten
Het geslacht Atranopsis omvat de volgende soorten:
- Atranopsis bolognai Casale & Vigna Taglianti, 1984
- Atranopsis scheuerni Baehr, 1982